# David N. Livingstone
David N. Livingstone (*1953) (não confundir com o explorador David Livingstone) é um geógrafo cultural irlandés e especialista na história do pensamento geográfico, dialogando, entre outras coisas, com o darwinismo.
Os interesses de pesquisa de Livingstone se reúnem em torno de vários temas relacionados com: a história dos conhecimentos geográficos, a espacialidade da cultura científica, e as geografias históricas da ciência e da religião. Atualmente, está envolvido em projetos sobre a geografia do darwinismo (no qual tenta elucidar o papel do espaço e do local da circulação do darwinismo e da "construção de sentido" darwiniano), e sobre "O Império do Clima", no qual tenta fazer uma história social do determinismo ambiental desde Heródoto até a ideologia do chamado aquecimento global.

## "Colocando a ciência no seu (devido) lugar"
No seu livro Putting science in its place, Livingstone questiona a "universalidade" das chamadas ciência e suas descobertas. Pois, como parece, um átomo de carbono e dois de oxigênio produz dióxido de carbono tanto na Amazônia, quanto / bem como também no Alasca, e um cientista de Bombaim pode usar os mesmos materiais e técnicas para contestar o trabalho de um cientista em Nova York, e, "claro, as leis de gravidade se aplica em todo o mundo", como diz Livingstone de maneira introdutória para levar-nos à seguinte indagação: por que, então, deveria importar o "espaço" no qual a ciência é feita? Livingstone aqui coloca esta questão para testá-la, e chega a dizer que a ciência "tem a marca do seu local de produção". 

## Publicações
- Co-autoria com John Agnew. The SAGE Handbook of Geographical Knowledge. Sage Publications Ltd, 2011. ISBN 9781412910811
- Queen's Thinkers: Essays on the Intellectual Heritage of a University. Blackstaff, 2009. ISBN 9780856408038
- Adam's Ancestors: Race, Religion, and the Politics of Human Origins (Medicine, Science, and Religion in Historical Context. Johns Hopkins University Press, 2008. ISBN 9780801888137
- Putting Science in Its Place: Geographies of Scientific Knowledge. University Of Chicago Press, 2003. ISBN 9780226487229
- "Tropical climate and moral hygiene: the anatomy of a Victorian debate". British Journal for the History of Science (1999), 32:93-110 Cambridge University Press
- Co-autoria com Charles W. J. Withers. Geography and Enlightenment. University Of Chicago Press, 1999. ISBN 9780226487212
- Evangelicals and Science in Historical Perspective (Religion in America Series). Oxford University Press (USA), 1999. ISBN 9780195115574
- Co-autoria com John Agnew e A Rogers. Human geography: an essential anthology. WileyBlackwell, 1996. ISBN 9780631194613
- "Geographical Traditions". Transactions of the Institute of British Geographers, New Series, Vol.20, No.4 (1995), pp. 420–422.
- "The spaces of knowledge: contributions towards a historical geography of science". Revista Environment and Planning D: Society and Space 13(1) p. 5–34.
- The Geographical Tradition: Episodes in the History of a Contested Enterprise. Wiley-Blackwell, 1993. ISBN 9780631185864
- "Human acclimatization: perspectives on a contested field of inquiry in science, medicine and geography". History of Science 25 (1987), pp. 359–394;